# 중국-중동유럽 국가 협력
중국-중앙유럽 및 동유럽 국가 협력 (China-CEE, China-CEEC, 또는 14+1; 이전에는 2019년부터 2021년까지 17+1, 2021년부터 2022년까지 16+1)은 중화인민공화국 외교부가 중국과 중앙유럽 및 동유럽(CEE, CEEC) 14개국(알바니아, 보스니아 헤르체고비나, 불가리아, 크로아티아, 체코, 그리스, 헝가리, 몬테네그로, 북마케도니아, 폴란드, 루마니아, 세르비아, 슬로바키아, 슬로베니아) 간의 비즈니스 및 투자 관계를 증진하기 위한 이니셔티브이다. 2022년 탈퇴 전에는 에스토니아, 라트비아, 리투아니아가 이 이니셔티브의 회원국이었다.

## 형식
이 형식은 "16+1" (중앙유럽 및 동유럽 16개국과 중화인민공화국) 간의 협력을 추진하기 위해 2012년(p. 138) 부다페스트에서 설립되었다. 2019년 두브로브니크 정상회담에서 그리스가 이 그룹에 가입했으며, 2021년에는 리투아니아가 탈퇴했다. 16+1은 매년 회의를 개최하며, 정상회담은 두브로브니크 (2019), 소피아 (2018), 부다페스트 (2017), 리가 (2016), 쑤저우시 (2015), 베오그라드 (2014), 부쿠레슈티 (2013), 바르샤바 (2012)에서 열렸다. 중국-중앙유럽 및 동유럽 국가 협력 사무국은 베이징시에 있으며, 각 파트너 중앙유럽 및 동유럽 국가에 16명의 "국가 조정관"이 있다.
이 형식의 목표는 중국의 일대일로를 홍보하고 인프라, 운송 및 물류, 무역 및 투자 분야에서 협력을 강화하는 것이다. 이러한 목표는 "문화, 교육, 관광 분야의 증가하는 유대 관계 ... 문화 교류, 싱크탱크 및 비정부 기구"를 통해 지원된다.

### 정상회담
| 순서 | 개최국         | 도시         | 날짜                          | 주제                                                                       |
| ---- | -------------- | ------------ | ----------------------------- | -------------------------------------------------------------------------- |
| 1    | 폴란드         | 바르샤바     | 2012.4.26                     |                                                                            |
| 2    | 루마니아       | 부쿠레슈티   | 2013.11.26                    | "윈윈 협력과 공동 발전"                                                    |
| 3    | 세르비아       | 베오그라드   | 2014.12.16                    | "새로운 힘, 새로운 플랫폼, 새로운 엔진"                                    |
| 4    | 중국           | 쑤저우시     | 2015.11.24                    | "새로운 시작점, 새로운 분야, 새로운 비전"                                  |
| 5    | 라트비아       | 리가         | 2016.11.5                     | "상호 연결, 혁신, 통합 및 상호 지원"                                       |
| 6    | 헝가리         | 부다페스트   | 2017.11.27                    | "경제, 무역 및 금융 협력 심화 및 상호 이익과 윈윈 발전 촉진"               |
| 7    | 불가리아       | 소피아       | 2018.7.7                      | "공동 번영 및 발전을 공동으로 촉진하기 위한 개방적이고 실용적인 협력 심화" |
| 8    | 크로아티아     | 두브로브니크 | 2019.4.12                     | "개방성, 혁신 및 파트너십의 다리 구축"                                     |
| 9    | 중화인민공화국 | 화상 회의    | 2021.2.9 (코로나로 인해 연기) |                                                                            |

### 확대

#### 그리스
2019년 정상회담 (두브로브니크)에서 이전에 옵서버였던 그리스가 이 메커니즘의 정식 회원국이 되었다.

### 탈퇴

#### 리투아니아
2021년 3월, 리투아니아 국영 라디오 및 텔레비전(LRT)은 2월에 리투아니아 의회가 이전에 중국의 17+1 형식이었던 곳에서 탈퇴하기로 합의했다고 보도했다. 가브리엘류스 란츠베르기스 외교부 장관은 베이징과 리투아니아 간의 협력이 "거의 이익을 가져다주지 않았다"고 말했다. 동시에 리투아니아가 타이베이와의 비공식 관계를 강화하기 위해 공식적으로 중화민국으로 알려진 대만에 무역 대표부를 개설할 것이라는 보도도 있었다.
이 사건은 중국과의 외교적 분쟁과 리투아니아 부품에 대한 중국의 보이콧을 포함한 추가 무역 분쟁으로 이어져 유럽 연합을 분쟁에 끌어들였다. 기타나스 나우세다 리투아니아 대통령은 2022년 1월 '대만'이라는 이름으로 대표부를 개설하도록 허용한 것은 실수였으며, 자신은 이 결정에 대해 자문을 받지 못했다고 밝혔다. 또한, 2022년 1월 리투아니아 외교부가 의뢰한 여론 조사에 따르면, 리투아니아 시민 대다수가 당시 정부의 대중국 정책에 비판적이었으며, 이에 야당 인사들은 양국 관계 복구를 촉구했다. 이후 러시아의 우크라이나 침공 직후 실시된 여론 조사에서는 리투아니아 응답자의 20%가 중국에 대해 매우 부정적으로, 44%가 다소 부정적으로 평가하여 전쟁의 특정 영향을 시사했다.
유럽 정책 연구 센터에 따르면, 리투아니아는 유럽의 많은 국가들과 함께 중국의 영향력 활동의 표적으로 지목되었다.

#### 에스토니아 및 라트비아
2022년 8월 11일, 에스토니아와 라트비아가 이 형식에서 탈퇴했다.

### 비활성 회원

#### 체코
2023년 1월, 체코 대통령 밀로시 제만은 중국공산당 중앙위원회 총서기시진핑과 화상 회의를 통해 무역 및 양국 관계 증진에 대해 논의했다. 그러나 2023년 3월 제만 대통령의 임기가 끝난 후, 체코 외교부는 러시아의 우크라이나 침공 이후 이 형식이 "활성 회원국이 아니다"라고 밝혔다. 체코 외교부 장관은 이 형식이 실체나 미래가 없다고 공개적으로 비판했다.

#### 루마니아
2015년 빅토르 폰타 좌익 정부에서 주로 우익 정부로 구조가 바뀌면서, 중국-루마니아 관계를 중심으로 한 대부분의 프로젝트는 미국과의 관계 강화를 위해 폐기되었다.

## 인프라, 투자 및 무역
여기에는 (2017년 기준) 세르비아의 E763 고속도로 프로젝트, 부다페스트-베오그라드 철도 및 중국-유럽 육상-해상 고속 운송 노선이 포함된다. 크로아티아에서는 중국 도로교량공사(CRBC)가 이끄는 중국 컨소시엄이 펠레샤츠 다리 및 진입 도로 건설의 1단계 계약을 체결했다. 폴란드에서는 중국 기업들이 후타 스타워바 볼라의 토목 기계 부문과 폴란드의 PBF 베어링을 인수했다.
중국 해관 통계에 따르면, 2017년 중국과 중앙유럽 및 동유럽 국가 간의 무역량은 679억 8천만 달러에 달했으며, 이는 2016년에 비해 15.9% 증가한 수치이다. 중화인민공화국 상무부에 따르면, 2016년 중국-중앙유럽 및 동유럽 국가 간 무역은 587억 달러(2010년 439억 달러에서 증가)로 증가했으며, 중앙유럽 및 동유럽 국가에 대한 중국의 누적 투자는 80억 달러를 넘어 기계, 화학, 통신 및 신에너지와 같은 산업을 포함한다.

## 문화적 유대
모든 중앙유럽 및 동유럽 국가에는 적어도 하나의 공자학원이 있으며, 일부 국가(세르비아, 보스니아 헤르체고비나, 헝가리, 루마니아)에는 여러 개가 있다.(p. 165)
2012년부터 2017년까지 중국과 중앙유럽 및 동유럽 국가 간에 6개의 새로운 직항 노선이 개설되었고, 중앙유럽 및 동유럽을 방문하는 중국인 관광객 수는 28만 명에서 93만 명으로 증가했으며, 교환 학생 수도 두 배로 증가했다. 북마케도니아에는 중국-중앙유럽 및 동유럽 문화 협력 조정 센터가 개설되었다. 중국에서는 젊은 예술가들을 위한 중국-중앙유럽 및 동유럽 훈련 센터와 중국-중앙유럽 및 동유럽 문화 및 창의 산업 교류 및 협력 센터가 남서부 도시 청두시에 개설되었다.

## 반응
프라하 경제대학교의 영국인 부교수인 제레미 갈릭은 중국이 유럽 연합을 희생시켜 중국에 이익이 되도록 고안된 '분할 정복' 전술이라는 강압적인 전략을 추구하고 있다는 비난을 조사했으며, 이는 입증되지 않았지만 중국의 투자가 공격적인 중상주의의 요소를 보여준다고 결론 내렸다. 여기에는 "국가 챔피언에 대한 지원, 중국 이해관계자 간의 긴밀한 조정, 대규모 신용 한도, 전략적 자산 인수, 인프라 구축, 양자 무역 협정 체결, 에너지 및 원자재 접근 노력, 중국 제조 제품 수출 증가 및 경제적 수단을 통한 정치적 영향력 구축 시도"가 포함된다. 유럽 연합 집행위원회, 유럽 의회, 그리고 여러 학자들과 같은 다른 사람들은 중국-유럽 연합 협력이 중국, 관련 국가 및 유럽 연합(EU)에 '윈윈'이고 상호 이익이 된다는 중국의 견해에 이의를 제기한다.

## 같이 보기
- 일대일로
- 중국–유럽 연합 관계
- 북유럽 미래 포럼
- 삼해 이니셔티브

## 출판물
- Weiqing Song (eds.),China's Relations with Central and Eastern Europe: From "Old Comrades" to New Partners, 라우틀리지, October 2017.
- Anastas Vangeli, Central and Eastern Europe as a New Frontier of China's Multilateral Diplomacy, Guest Editor: Dragan Pavlićević, Global China and Symbolic Power: The Case of 16 + 1 Cooperation, Journal of Contemporary China, 11 April 11, 2018, Global China and Symbolic Power: The Case of 16 + 1 Cooperation
- Anastas Vangeli, China's Engagement with the Sixteen Countries of Central, East and Southeast Europe under the Belt and Road Initiative, 19 September 2017, China's Engagement with the Sixteen Countries of Central, East and Southeast Europe under the Belt and Road Initiative, in: China & World Economy, Volume 25, Issue 5, Special Issue: Eurasian Perspectives on China's Belt and Road Initiative, September–October 2017, pp. 101–124.
- Jean-Paul Larçon (eds.), The New Silk Road: China Meets Europe in the Baltic Sea Region – A Business Perspective, HEC 파리, France, World Scientific, July 2017
- Radu Sava, Romanian rhetoric on China's 16+1. Diffraction of politics and economics in Studia Universitatis Babes-Bolyai 1/2019, pp. 132–155.
- 에밀리안 카발스키, China's "16+1" Is Dead? Long Live the "17+1.", The Diplomat, March 29, 2019.
- 이바나 카라스코바, Engaging China in 17+1: Time for the ACT Strategy, The Diplomat, April 7, 2020.
- 키건 엘머, Europe's '17+1' countries dissatisfied with China relations, report says, as summit is postponed, South China Morning Post, April 7, 2020.